# Djuice
djuice var en virtuell mobilteleoperatör som använde sig av Telenors nät och riktade sig mot yngre användare i ett antal olika länder. Varumärket Djuice togs över av Telenor Sverige den 1 februari 2013.